# Северни амами-ошима језик
Северни амами-ошима језик (ISO 639-3: ryn; sjeverni amami-osima, oosima, oshima, osima) језик северне амами-окинава подгрупе, шире рјукјуанске групе, јапанска породица, којим говори 10.000 људи, на северу острва Амами Ошима у Јапану. Говорници су углавном старије доби, а особе млађе од 20 година служе се једино јапанским [jpn] (1989 Т. Фукуда).
Класифицира се северној амами-окинавској подгрупи. Има два дијалекта: назе и сани.